# SEG Racing Academy/Saison 2016
Dieser Artikel listet Erfolge und Fahrer des Radsportteams SEG Racing Academy in der Saison 2016 auf.

## Erfolge in der UCI Europe Tour
In den Rennen der Saison 2016 der UCI Europe Tour gelangen die nachstehenden Erfolge.
| Datum      | Rennen                     | Kat. | Fahrer         |
| ---------- | -------------------------- | ---- | -------------- |
| 1. Mai     | 7. Etappe Tour de Bretagne | 2.2  | Nick Schultz   |
| 14. August | Slag om Norg               | 1.2  | Fabio Jakobsen |

## Erfolge bei den Nationalen Straßen-Radsportmeisterschaften
In den Rennen zu den Nationalen Straßen-Radsportmeisterschaften 2015 gelangen die nachstehenden Erfolge.
| Datum    | Rennen                                              | Fahrer         |
| -------- | --------------------------------------------------- | -------------- |
| 24. Juni | Niederländische Meisterschaft – Straßenrennen (U23) | Fabio Jakobsen |

## Abgänge – Zugänge
| Zugänge                      | Team 2015             | Abgänge             | Team 2016                          |
| ---------------------------- | --------------------- | ------------------- | ---------------------------------- |
| Tim Ariesen                  | Cyclingteam Jo Piels  | Jonas Bokeloh       | Klein Constantia                   |
| Martijn de Jong              | Restore               | Koen Bouwman        | Team Lotto NL-Jumbo                |
| Henrik Evensen (ab 31. März) | Frøy-Bianchi          | Jasper Bovenhuis    | An Post-Chain Reaction             |
| Mathias Norsgaard            | Roskilde Junior       | Davy Gunst          | Rabobank Development Team          |
| Marten Kooistra              | UWTC De Volharding    | Yoeri Havik         | Team 3M                            |
| Jack Maddux                  | Hot Tubes Development | Steven Lammertink   | Team Lotto NL-Jumbo                |
| Freddy Ovett                 | Chambéry CF           | Rob Leemans         | Baguet-MIBA Poorten-Indulek-Derito |
| Nick Schultz                 | CR4C Roanne           | Robert-Jon McCarthy | Unbekannt                          |
|                              |                       | Alex Peters         | Team Sky                           |
|                              |                       | Ricardo van Dongen  | Team 3M                            |
|                              |                       | Sea Keong Loh       | Unbekannt                          |

## Mannschaft
| Teamkader 2016                                | Teamkader 2016     | Teamkader 2016     | Teamkader 2016                       |
| Name                                          | Geburtsdatum       | Land               | Vorheriges Team                      |
| --------------------------------------------- | ------------------ | ------------------ | ------------------------------------ |
| Tim Ariesen                                   | 20. März 1994      | Niederlande        | Jo Piels (2015)                      |
| Magnus Bak Klaris                             | 23. Januar 1996    | Dänemark           | Team Cycling Elite Copenhagen (2014) |
| Jenthe Biermans                               | 30. Oktober 1995   | Belgien            | Giant-Shimano Development (2014)     |
| Martijn de Jong                               | 24. Mai 1995       | Niederlande        |                                      |
| Henrik Evensen (31. Mär.–31. Dez.)            | 17. November 1994  | Norwegen           | Frøy Bianchi (2015)                  |
| Fabio Jakobsen                                | 31. August 1996    | Niederlande        | GRC Jan van Arckel (2014)            |
| Zhi Hui Jiang                                 | 3. März 1994       | China              | Giant-Champion System (2014)         |
| Mathias Norsgaard                             | 5. Mai 1997        | Dänemark           | Team Kelberg-Roskilde Junior (2015)  |
| Marten Kooistra                               | 18. Oktober 1997   | Niederlande        | UWTC De Volharding (2015)            |
| Jack Maddux                                   | 28. April 1997     | Vereinigte Staaten |                                      |
| Freddy Ovett                                  | 16. Januar 1994    | Australien         | Chambéry CF (2015)                   |
| Nick Schultz                                  | 13. September 1994 | Australien         | CR4C Roanne (2015)                   |
| Julius van den Berg                           | 23. Oktober 1996   | Niederlande        | WV Viking-Waterland (2014)           |
| Yannick Detant (31. Aug.–31. Dez., Stagiaire) | 23. März 1997      | Niederlande        |                                      |
|                                               |                    |                    |                                      |
| Quellen: ProCyclingStats Cycling Archives     |                    |                    |                                      |